# Ainsliaea apteroides
Ainsliaea apteroides là một loài thực vật có hoa trong họ Cúc. Loài này được (C.C.Chang) Y.C.Tseng mô tả khoa học đầu tiên năm 1993.